# Pietà (film)
Pietà (in lingua coreana 피에타) è un film del 2012 diretto da Kim Ki-duk, presentato alla 69ª Mostra internazionale d'arte cinematografica di Venezia, dove si è aggiudicato il Leone d'oro.
Il titolo si riferisce alla Pietà di Michelangelo e narra il misterioso rapporto che intercorre tra un uomo brutale, che lavora per gli usurai, e una donna di mezza età che sostiene di essere sua madre, mescolando simbolismo cristiano a contenuti sessuali.

## Trama
Corea, 2012. Kang-do è un trentenne orfano, cresciuto nei sobborghi di Seul, diventato un sadico che lavora per uno strozzino. Il suo compito è recarsi dai clienti di quest'ultimo a riscuotere i crediti. Quando non riesce a recuperare il denaro, l'uomo costringe le sue vittime a simulare gravi infortuni sul lavoro per riscuotere i soldi dell'assicurazione che i clienti, prima di ricevere il prestito usuraio, sono costretti a firmare. Un giorno, Kang-do si accorge di essere seguito da una donna di mezza età, che lui ogni volta scaccia in malo modo. Questa un giorno gli confessa di essere sua madre e di averlo abbandonato appena nato perché era molto giovane e aveva paura di tenerlo. L'uomo non sa se crederle oppure no, ma alla lunga si convince della sincerità della donna.
Da questo momento la vita di Kang-do cambia: incomincia a provare rimorso e pietà per le persone che ha torturato e menomato. Un giorno, mentre l'uomo è in giro per la città a fare compere con sua madre, viene visto da un mendicante costretto a chiedere l'elemosina dopo che Kang-do gli aveva spezzato una gamba per un debito non saldato. Desideroso di vendetta, l'uomo segue Kang-do fino a casa, dove, sull'uscio della porta, punta un coltello alla gola della madre, cercando di costringerlo a suicidarsi. La donna però riesce a liberarsi permettendo a Kang-do di metterlo in fuga.
Dopo questo avvenimento, Kang-do si reca dallo strozzino per cui lavora e si licenzia, dato che si è reso conto che molte persone potrebbero volersi vendicare di lui e non vuole mettere a rischio la vita della madre. Kang-do inizia a passare le sue giornate nell'inattività, in compagnia di sua madre, che però sente allontanarsi sempre di più; anche nel giorno del suo compleanno, quando la vede cucire un maglione che si rivela non essere per lui. La donna si reca infatti, di nascosto, in un magazzino abbandonato dove piange un ragazzo morto, il cui cadavere è chiuso in un congelatore, che la donna veste con il maglione.
Un giorno, mentre Kang-do è fuori casa, la donna gli telefona fingendo che qualcuno abbia fatto irruzione in casa per rapirla. Precipitatosi a casa, Kang-do non trova sua madre e, credendo al rapimento, inizia a visitare ognuno dei suoi vecchi clienti per scoprire se qualcuno di loro l'abbia rapita per vendicarsi di lui. L'incontro con le sue vittime gli dà la possibilità di riflettere seriamente sul dolore che ha causato con il suo lavoro.
La donna si rivela essere in realtà la madre di uno dei clienti di Kang-do, e il cadavere nel magazzino il figlio della stessa morto suicida per essere stato costretto dallo stesso Kang-do su una sedia a rotelle. La donna fa in modo di essere ritrovata da Kang-do inviandogli sul cellulare la foto di un palazzo abbandonato. Arrivato sul luogo, Kang-do assiste all'omicidio di quella che crede sua madre, ma in realtà la donna si è lasciata cadere dalla cima del palazzo simulando di essere stata spinta nel vuoto dal suo inesistente rapitore.
Dopo aver seppellito la donna, Kang-do cade in una profonda disperazione, realizzando in tal modo la vendetta della donna, il cui proposito era quello di conquistare il suo affetto per poi strapparglielo, facendogli così provare il dolore della perdita di una persona amata. Convinto che la sua vita non abbia più senso, Kang-do si suicida per mano involontaria di una delle sue vittime.

## Distribuzione
In Italia il film è uscito nelle sale il 14 settembre 2012 ed è stato trasmesso in prima tv da Rai Movie nella serata del 24 ottobre 2015 alle 0:25.

## Riconoscimenti
- 2012 - Mostra internazionale d'arte cinematografica
  - Leone d'oro